# کوه ماکسول
کوه ماکسول کوهی با ارتفاع ۳۰۲۰ متری (۹۹۱۰ فوت) از کوه‌های سنت الیاس در پارک ملی Kluane در یوکان، کانادا است. این کوه در انتهای یخچال کاسکاولش قرار دارد. کوه را از هیچ جاده ای نمی‌توان دید، اما از دره رودخانه اسلیمز قابل مشاهده است. نزدیکترین قله کوه لیکوک است که ۹٫۲ کیلومتر (۵٫۷ مایل) به سمت جنوب فاصله دارد.